# The Boys of Sunset Ridge
The Boys of Sunset Ridge es una película estadounidense de drama de 2001, dirigida por Doug McKeon, que a su vez la escribió, musicalizada por Deborah Mollison, en la fotografía estuvo John Sawyer y los protagonistas son Burt Young, Ronny Cox y John Heard, entre otros. El filme fue realizado por Go Film y Sunset Ridge Entertainment; se estrenó el 11 de marzo de 2001.

## Sinopsis
Cuatro amigos se cuelan en un prestigioso club de golf para jugar, esta actividad se convertirá en un hábito que fortalecerá sus relaciones y perdurará a través de los años.